# 武蔵石壽
武蔵 石寿（むさし せきじゅ、明和3年（1766年） - 万延元年11月25日（1861年1月5日））は江戸時代の旗本・本草学者。江戸の博物研究会「赭鞭会」の主要メンバーであり、貝類図鑑「目八譜」の著者で日本貝類学史上特筆される人物である。幼名は釜次郎、後に孫左衛門と改める。名は吉恵。号は石寿、翫珂亭。
現在の新宿区砂土原町で旗本武蔵十郎衛門義陳の長男として生まれ、25歳で家督を継ぎ250石扶持の旗本として、甲府や江戸で還暦（文政8年/1825年）まで勤め、桜田門外の変のあった万延元年（1860年）に95歳で没した。

## 業績
石寿の本草学者・博物学者としての活躍は、還暦後である。天保元年（1830年）には、当時舶来の鳥を飼うのが盛んであったようで、「風鳥韻呼類」を著している。天保7年（1836年）、富山藩主前田利保を中心とした「赭鞭会」が発足すると、石寿もそのメンバーとして、いよいよ本領を発揮する。そして天保14年（1843年）78歳になった武蔵石寿は遂に15巻13冊からなる大作 『目八譜』 を完成する。目八譜は、991種の貝を収録した図鑑で、図は服部雪斎が描いている。石寿は、51ヶ国250余で採集された貝を、当事の貝類書と丹念に照らし合わせて解説している。書名は、富山藩主前田利保が付けたもので、序文に目八とは岡目八目にあやかり、貝の字を分けると目と八になることから付けたとある。現在日本における貝の和名は、この図鑑で命名されたものが多い。
日本の博物学史上でも白眉と言えるこの図鑑は、当時世界的に見ても非常に優れたもので、その成果を見ると、日本の博物学の中で貝類学が突出していたといえるのである。なお、この図鑑の発行に際しては、その技量を遺憾なく発揮して、精緻な図を描いた博物画家・服部雪斎による助力も大きなものであった。
石寿の研究は多岐にわたるが、その著作物で現存するのは竹譜のみである。また東京大学農学部にある昆虫標本は石寿が製作したものである

## 関連図書
- 江戸博物学集成（平凡社）
- 日本の博物図譜（国立科学博物館）
- 江戸の動植物図（朝日新聞社）